# Omloop van de Grensstreek
L'Omloop van de Grensstreek est une course cycliste belge disputée au mois d'août autour de Wervicq, dans la province de Flandre-Occidentale. Créé en 1999, il s'agit d'un interclub organisé par le KVC Vlug en Vrij. 
Cette compétition fait actuellement partie du calendrier de la Coupe de Belgique pour élites sans contrat et espoirs (moins de 23 ans).

## Palmarès
| Année | Vainqueur             | Deuxième              | Troisième             |
| ----- | --------------------- | --------------------- | --------------------- |
| 1999  | Stefan van Dijk       | Geoffrey Demeyere     | James Vanlandschoot   |
| 2000  | Rik Claeys (nl)       | Wesley Van Speybroeck | Kenneth Mercken (nl)  |
| 2001  | Ruud Verbakel         | Christophe Stevens    | Angelo van Melis (nl) |
| 2002  | Tim Lenaers           | Christophe Waelkens   | Arno Wallaard         |
| 2003  | Christophe Guillaume  | Antonin Avisse        | Andy Vanhoudt         |
| 2004  | Jussi Veikkanen       | Kenny van Hummel      | Wouter Demeulemeester |
| 2005  | Rik Kavsek            | Kristian House        | Andrew Vancoillie     |
| 2006  | Mario Ickx (de)       | Tim Vermeersch        | Steven Van Vooren     |
| 2007  | Stijn Joseph          | Nico Kuypers          | Klaas Lodewyck        |
| 2008  | Logan Hutchings       | Gregory De Munster    | Stijn Joseph          |
| 2009  | Sven Jodts            | Clinton Avery         | Sven Françoys         |
| 2010  | Wouter Wippert        | Sean De Bie           | Anthony Colin         |
| 2011  | Sven Van Luyck        | Dries Depoorter       | Yves Lampaert         |
| 2012  | Matthias Allegaert    | Yannick Janssen       | Louis Verhelst        |
| 2013  | Robin Stenuit         | Edward Theuns         | Tom Devriendt         |
| 2014  | Dimitri Claeys        | Niels Van Dorsselaer  | Sten Van Gucht        |
| 2015  | Kevin Deltombe        | Emiel Planckaert      | Emiel Wastyn          |
| 2016  | Alfdan De Decker      | Emiel Vermeulen       | Enzo Wouters          |
| 2017  | Ylber Sefa            | Ruben Apers           | Milan Menten          |
| 2018  | Jonas Castrique       | Glenn Debruyne        | Wim Reynaerts         |
| 2019  | Tom Van Vuchelen      | Gordon De Winter      | Tom Verhaegen         |
| 2020  | pas de course         | pas de course         | pas de course         |
| 2021  | Tom Timmermans        | Jasper Kaesemans      | Han Devos             |
| 2022  | Vince Gerits          | Wesley Van Dyck       | Jonas Geens           |
| 2023  | Mathias Vanoverberghe | Jarno Bellens         | Arne Santy            |
| 2024  | Jarno Bellens         | Tom Vermeer           | Maxim Laverge         |
| 2025  | Sieben Roggeman       | Wannes Verschuere     | Frank Rademaker       |